# Joris Houwen
Joris Houwen (pseudoniem van Georges Houwen) was een Belgische autodidact en non-conformistische kunstschilder, gekend van een veelzijdig palet met stillevens, figuren, marines en landschappen, figuratief en non-figuratief werk. Houwen werd in Lichtervelde geboren op 23 augustus 1925 in een groot en 'doodarm gezin' en overleed in Tielt op 4 oktober 1998. Na zijn dood verdween hij uit de aandacht. Sommige van zijn werken zijn beïnvloed door de grote drie van het Vlaamse Expressionisme: Constant Permeke, Frits van den Berghe en Gustave de Smet. Zijn stijl is post-expressionistisch en enkele werken worden bewaard in de reserve van het Oostendse Kunstmuseum aan Zee.

## Jeugd: een doodarm gezin
Houwen genoot geen klassieke opleiding en kwam later niet in de verleiding om de klassiekers te imiteren of er tegen in te gaan. Al doende ontdekte hij in zijn palet, hij leerde vlug en alles mondde uit in iets nieuw. Een criticus noemt hem een ‘schilder bij instinct,’ worstelend met zichzelf, met trefzekere kleur en zin voor constructie. Toch is er achter de schilderijen een psychologische logica te zien die refereert aan zijn jeugd. Van kindsbeen af was hij vertrouwd met de wereld zoals Permeke die schildert. Voor Houwen waren dit de beelden uit zijn kinderjaren waarvan hij de kleur en de vormentaal herkende. Na 'zijn' oorlog was schilderen een hernieuwd contact met de realiteit, om niet te “vergeten” dat de mens zich de wereld laat ontstelen.

## 't Kroegske
Tussen 1955 en 1960 baatte hij de Oostendse kunstkroeg ’t Kroegske in de Sint-Paulusstraat uit. Omer Vilain (1924-2013), bibliothecaris van Oostende en voorzitter van de heemkundige kring aldaar (De Plate), publiceerde begin jaren zeventig 'Langs ’t hard zand', een boekje met Oostendse verhalen. Daarin schrijft hij over 't Kroegske en wat  collega-kunstenaar Anto Diez ervan vond. Diez, die voor een eigen tentoonstelling naar Oostende afgezakt was, was er niet over te spreken. ‘Deze komt nu naar Oostende om er een kroeg open te houden. Wat zal dat worden? Ofwel is men kunstenaar ofwel verkoopt men pinten. Maar hoe die twee zaken aan elkaar knopen, neen, dat gaat volgens mij niet!’ Maar Houwen legde het advies naast zich neer. Zijn café transformeerde tot een galerij voor zijn creaties en de zaak floreerde vijf jaar lang. Begin jaren zestig gaf Joris Houwen Anto Diez gelijk. Hij stopte het tappen en legde zich volledig toe op het schilderen. ‘De artiest had de bovenhand gehaald.’

## Tijdschrift en boek
De non-conformistische Houwen werkte tussen januari en maart 1957 aan twee afleveringen van het gestencilde tijdschrift Kroeg. Samen met de dichter/zwerver/oud-Korea-strijder Marcel van Maele stond Houwen in voor de redactie. Ludwig Alene, Claude Corban, Kari Bert en Cees L. Kruithof werkten mee. Op de website van De Plate zijn twee foto’s van Howen te zien uit deze periode: kunstenares Lucienne Porta spreekt met de pijp rokende Houwen en op de andere foto is zijn kroeg op het Paulusplein te zien. Houwen poseert ervoor met een landschapstafereel. De tweede dichtbundel van Marcel van Maele 'Rood en groen' (1957) bevat illustraties van Houwen. Louis Paul Boon had het over een 'ontsiering met monotypen'. Over de verzen zelf schrijft Boon dat die 'te veel op het gevoel van de lezer spelen, zoals duivenmelkers op weduwschap spelen.' Het werk van Van Maele noemt hij 'afschuwelijk', 'barok', 'onbeholpen', een dichter die 'radeloos zit te wachten om aan bod te mogen komen.' In 1988 illustreerde Houwen samen met zes andere Vlaamse grafische kunstenaars de poëziebundel Nachtridders en straatmadelieven van de feministe en veelzijdige kunstenares Liane Bruylants. Bij Bruylants, die bijzonder op Houwen gesteld was en treffend werk van hem had, dook enkele jaren voor haar dood een artikel van de journalist en kunstcriticus Frans Buyle op. Het artikel bleek nooit te zijn uitgegeven en is gedateerd 25 januari 1964. Daarin schrijft Buyle:

Het werk van Houwen knoopt op wonderlijk nieuwe en zelfstandige wijze aan met de traditie van de Vlaamse school. Een traditie die men 'nog' wel wil erkennen, maar liefst zou vergeten. Vergeten, omdat die traditie niet dienstbaar kan worden gemaakt aan een vrijheid zonder einddoel en aan een einddoel zonder inzicht. Vergeten vanwaar men komt, wat wil zeggen dat men niet weet, waar men heen wil.

Het collaboratieverleden lag in die dagen erg gevoelig en daarom startte de criticus zijn bijdrage met een toekomstbeeld, waarmee hij het ‘luidruchtige tumult’ van die dagen probeert te vergeten om een objectieve blik te werpen op de schilderkunst van Houwen. Hij heeft het over een erg productieve schilder die de mens centraal stelt.

Die verbondenheid van mens tot mens, die verbondenheid met de dingen die de mens omringen, is iets wat Houwen in zijn werk nooit uit het oog verliest. Houwen staat in zijn werk heel dicht bij de mens en de kunst. Zijn werk is een gevecht: met zichzelf, met de vorm, met de materie en tegen het hedendaagse onbegrip…

## Toon
De toon van de tentoonstellingen die Houwen organiseerde tussen 1957 en 1962 was uitgesproken Vlaams. Het ging hem voor de wind en hij exposeerde in Brussel (la Madeleine), in Ronse (café Vrede-gerecht aan de Bruul), in Hasselt (Helikon), in Gent (Vyncke-Van Eyck) en in Antwerpen (Breckpot). In mei 1968 ontving gravin Hélène du Sart de Bouland hem op het kasteel Drie Koningen in Beernem. Hij was er samen met de letterkundigen Bertien Buyl en Paul Lebeau, de schilders Jack Godderis, Godfried Vervisch en Frans Minnaert, de beeldhouwer Géo Vindevogel, cartoonist Marc Sleen, acteur-regisseur Marc Leemans, componist Herman Roelstraete en het Belgisch hoornkwartet. Hij maakte er kennis met de gewezen Regent Prins Karel die het het beruchte kunstweekend bezocht. Houwen moet er zich in zijn sas hebben gevoeld. De initiatiefnemer was Hélène du Sart de Bouland (Elsene, 1913 - Beernem, 1998), de weduwe van Hubert van Outryve d'Ydewalle. D'Ydewalle (sinds 1933 bevriend met Léon Degrelle en actief in de Rexbeweging) brak met Rex en trad tijdens de oorlog toe tot het Geheim Leger. In 1944 werd hij opgepakt en tot dwangarbeid veroordeeld op de beschuldiging een spion te helpen, werkweigeraars te steunen en de BBC te beluisteren. In juni 1944 overleed hij op weg naar het kamp Straubingen. D'Ydewalle was zich bewust van de taalbarrière tussen de adel en de bevolking. Zijn stelling was dat elites de lokale gemeenschap moeten leren kennen door Nederlands te spreken.

## Tentoonstellingen
- Tentoonstelling in café Vrede-gerecht aan de Bruul in Ronse in maart 1958
- Joris Houwen à la Galerie Forum, 1965
- Kunsthappening door Joris Houwen, 1982
- Litera-este. Tentoonstelling van 27.10 tot 17.11.1996 in Oostende

## Werk
- Baigneuse, 1960
- Bouquet de fleurs
- Compositie
- De bloemenschilder
- Dubbel zelfportret
- Gladiolen, 1947
- Het dorp
- Naakte boerin met koffiemolen, 1951
- Marine avec bateaux de pêche
- Oostende, Sint-Paulusstraat, 1955
- Paysage aux arbres, 1955
- Ploegen, 1953
- Popmuziek
- Refugees, 1991
- Sneeuwlandscap
- Stilleven met fruit
- The beach, 1981
- Verering van de Madonna door Michael Jackson

Behalve schilderijen maakte Houwen ook houtsnedes en koperen etsplaten.

### Voetnoten
1. ↑  L.P. BOON. Nieuwe poëzie, l.c.
2. ↑  Henri-Floris Jespers. Mededelingen van het Centrum voor Documentatie & Reëvaluatie, jg. 3, nr. 64-65 (23 februari 2006), p. 6-12.

- Gemeinsame Normdatei: 1244553832
- RKD-Nederlands Instituut voor Kunstgeschiedenis: 40076
- Union List of Artist Names: 500059057
- Virtual International Authority File: 96077167